# اسمیث (رستوران)
اسمیث (انگلیسی: Smyth) رستورانی در شهر شیکاگو است  که به همراه رستوران آلینیا تنها دو رستوران سه‌ستارهٔ این شهر محسوب می‌شوند. اسمیت در طبقه دوم، بالای باری به نام لویالیست قرار دارد که توسط مالکان اسمیت اداره می‌شود. برخی از مواد اولیه مورد استفاده در غذاها از باغ خودشان تهیه می‌شود.